# Провінція Бінґо
Провінція Бінґо (яп. 備後国 — бінґо но куні, «країна Бінґо») — історична провінція Японії у регіоні Тюґоку на заході острова Хонсю. Відповідає східній частині сучасної префектури Хіросіма.

## Короткі відомості
Віддавна Бінґо була складовою держави Кібі (吉備国), яка у 7 столітті була поділена яматоськими монархами на три адміністративні одиниці — Бінґо (備後, «заднє Кібі»), Біттю (備中, «середнє Кібі») і Бідзен (備前, «переднє Кібі»).
Провінція Бінґо мала особливе стратегічне значення на внутрішньому японському морі. Порти Томо і Ономіті лежали на важливому транспортному шляху, що пов'язував японську столицю Кіото із західними регіонами.
У 16 столітті провінція Бінґо належала родині Морі. У 17-19 століттях прибережні землі провінції перейшли роду Мацудайра, родичам сьоґунів Токуґава. Північні гористі володіння були під конторлем роду Асано, який правив у сусідній провінції Акі.
У результаті адміністративної реформи, провінція Бінґо була включена до префектури Окаяма у 1875 році. Однак наступного, 1876 року більша частина земель провінції були передані префектурі Хіросіма, у відомстві якої залишаються досі.

## Повіти
- Ясуна 安那郡
- Фукацу 深津郡
- Дзінсекі 神石郡
- Нука 奴可郡
- Нумакума 沼隈郡
- Хондзі 品治郡
- Асіта 葦田郡
- Кону 甲奴郡
- Мікамі 三上郡
- Есо 恵蘇郡
- Міцуґі 御調郡
- Сера 世羅郡
- Мітані 三谿郡
- Мійосі 三次郡